# The-Dream (艺人)
特留斯·杨戴尔·纳什（Terius Youngdell Nash），生于1981年6月14日，知名于其艺名The-Dream，是美国的节奏布鲁斯、流行乐创作型歌手、唱片制作人。生于北卡罗来纳州罗金厄姆，由其母雷瓦·纳什（Reva Nash）抚养长大，直至她35岁去世。The-Dream搬到佐治亚州亚特兰大，由外祖父继续抚养。
2001年，The-Dream同拉尼·斯图尔特（Laney Stewart）会面，后者帮助The-Dream拿到了一份发行合同。2007年，The-Dream携手打造了蕾哈娜的热门歌曲《Umbrella》以及碧昂丝的《Single Ladies (Put a Ring on It)》，这使得他的音乐生涯飞黄腾达。同年，他和Def Jam唱片公司签约，并与当年晚些时候发布首张专辑《Love Hate》。2009年3月，他发行了第二张专辑《Love vs. Money》。2010年6月，第三张专辑《Love King》面世。

## 音乐作品
专辑
- 2007年：《Love Hate》
- 2009年：《Love vs. Money》
- 2010年：《Love King》
- 2011年：《Love Affair》